# روث البقر

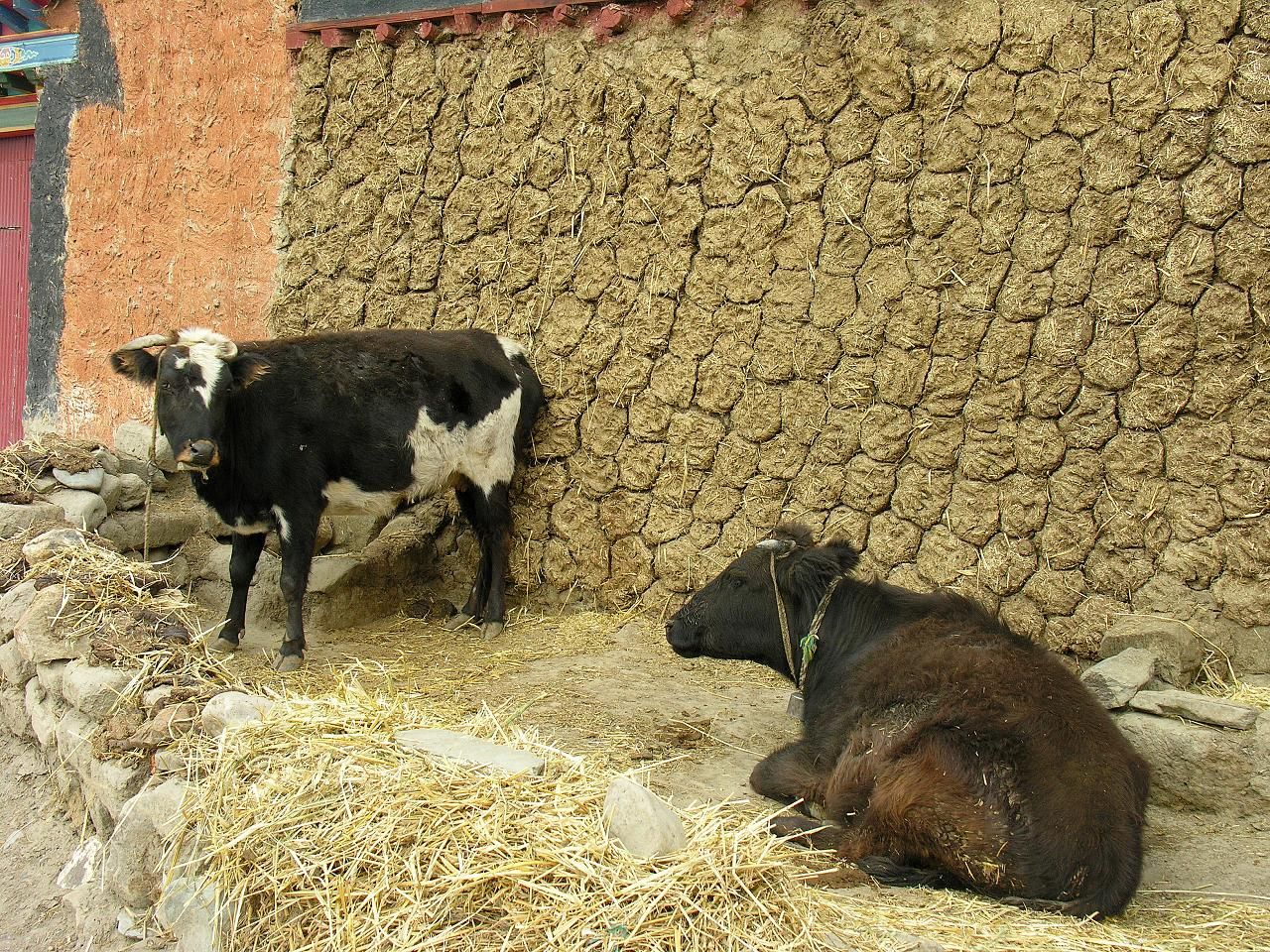
روث بجانب بقرتين

روث البقر هو فضلات حيوانات أسرة الأبقار، والتي تشمل بقرة والبيسون والقطاس والجاموس.
يحوي روث البقر في تكوينه على بقايا نباتية غير مهضومة بعد مرورها بأمعاء الأبقار، ويكون الروث غنياً بالمعادن، ويتراوح لونه من الأخضر إلى الأسود، وهو يغمق عادة بعد التعرض للهواء.

## الاستخدامات

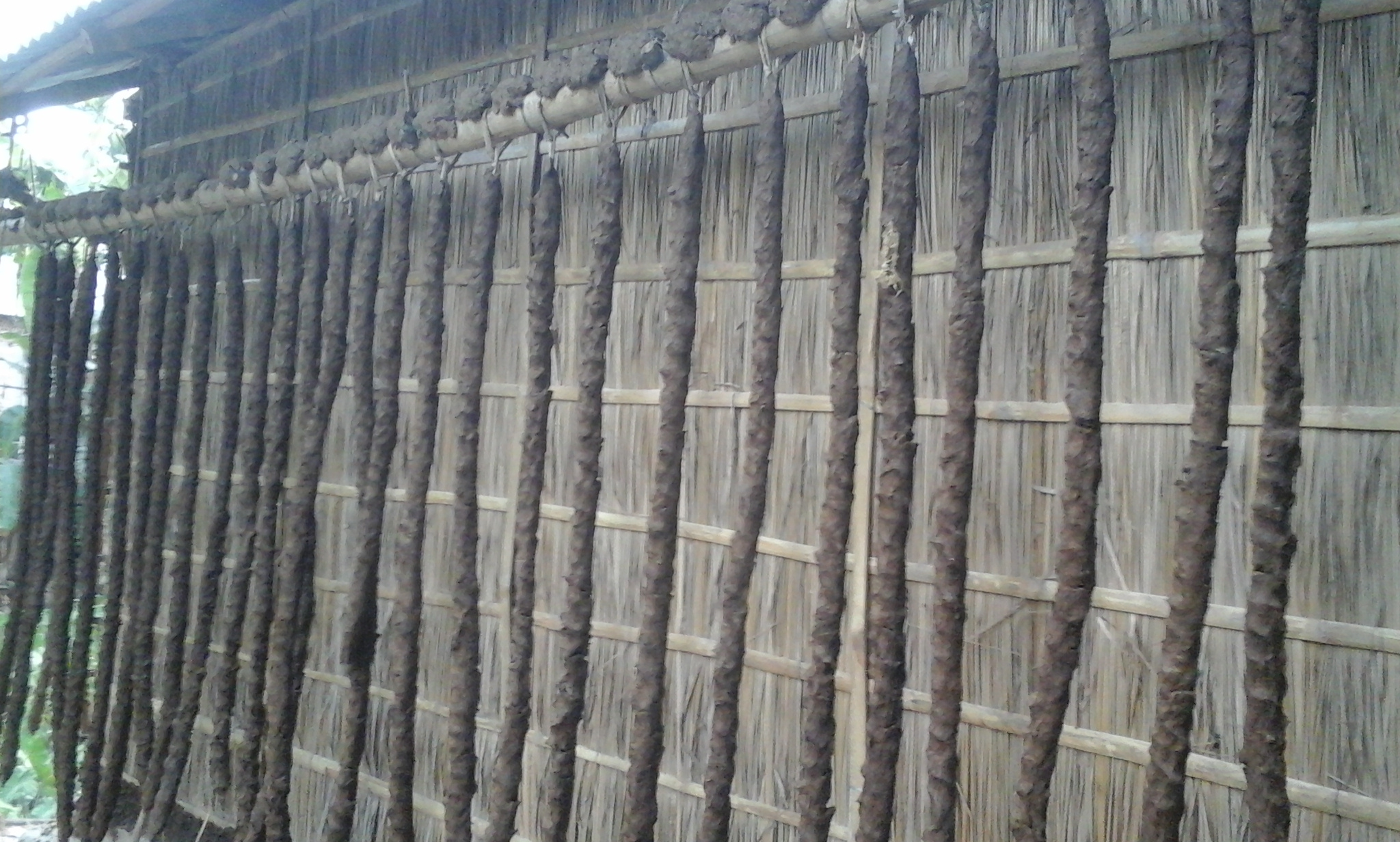
روث بقر تقليدي في بنغلاديش

الروث في البقر كالبراز في الإنسان، يستخدم روث البقر في إنتاج الميثان والغاز الحيوي لتوليد الكهرباء، وهو مصدر من مصادر الطاقة المتجددة المستخدمة في بعض البلدان مثل الباكستان والهند.
كما أن روث الأبقار يستخدم كـ مادة سريعة الأشتعال لتسريع وتسهيل احتراق الحطب

## اقرأ أيضاً
- زبل